# Exochus parnassicus
Exochus parnassicus är en stekelart som beskrevs av Hedwig 1939. Exochus parnassicus ingår i släktet Exochus och familjen brokparasitsteklar. Inga underarter finns listade i Catalogue of Life.